# Rokomet na Poletnih olimpijskih igrah 1984
Rokomet na Poletnih olimpijskih igrah 1984. Tekmovanja so potekala za moške in ženske reprezentance.

## Dobitniki medalj
| Kategorija | Zlato | Srebro | Bron |
| Moški      | Jugoslavija Zlatan Arnautović Mirko Bašić Jovica Elezović Mile Isaković Pavle Jurina Milan Kalina Slobodan Kuzmanovski Dragan Mladenović Zdravko Rađenović Momir Rnić Branko Štrbac Veselin Vujović Veselin Vuković Zdravko Zovko                                     | Zahodna Nemčija Jochen Fraatz Thomas Happe Arnulf Meffle Rüdiger Neitzel Michael Paul Dirk Rauin Siegfried Roch Michael Roth Ulrich Roth Martin Schwalb Uwe Schwenker Thomas Springel Andreas Thiel Klaus Wöller Erhard Wunderlich | Romunija Mircea Bedivan Dumitru Berbece Iosif Boroş Alexandru Buligan Gheorghe Covaciu Gheorghe Dogărescu Marian Dumitru Cornel Durău Alexandru Fölker Nicolae Munteanu Vasile Oprea Adrian Simion Vasile Stîngă Neculai Vasilcă Maricel Voinea |
| Ženske     | Jugoslavija Svetlana Anastasovska Alenka Cuderman Svetlana Dašić-Kitić Slavica Đukić Dragica Đurić Mirjana Đurica Emilija Erčić Ljubinka Janković Jasna Kolar-Merdan Ljiljana Mugoša Svetlana Mugoša Mirjana Ognjenović Zorica Pavićević Jasna Ptujec Biserka Višnjić | Južna Koreja Han Hwa-Soo Jeong Hyoi-Soon Jeung Soon-Bok Kim Choon-Rye Kim Kyung-Soon Kim Mi-Sook Kim Ok-Hwa Lee Soon-Ei Lee Young-Ja Shon Mi-Na Sung Kyung-Hwa Yoon Byung-Soon Yoon Soo-Kyung                                      | Kitajska Čen Žen Gao Šiumin He Džianping Li Lan Liu Liping Liu Jumei Sun Šiulan Vang Linvei Vang Mingšing Vu Šingdžiang Žang Veihong Žang Peidžun Žu Džuefeng                                                                                   |

## Medalje po državah
| Poz | Država          | Zlato | Srebro | Bron | Skupaj |
| 1   | Jugoslavija     | 2     | 0      | 0    | 2      |
| 2   | Zahodna Nemčija | 0     | 1      | 0    | 1      |
| 2   | Južna Koreja    | 0     | 1      | 0    | 1      |
| 4   | Romunija        | 0     | 0      | 1    | 1      |
| 4   | Kitajska        | 0     | 0      | 1    | 1      |